# Vrbanja (Banja Luka)
Vrbanja är ett vattendrag i Bosnien och Hercegovina.   Det ligger i entiteten Republika Srpska, i den nordvästra delen av landet, 140 km nordväst om huvudstaden Sarajevo.
Runt Vrbanja är det i huvudsak tätbebyggt. Runt Vrbanja är det ganska tätbefolkat, med 67 invånare per kvadratkilometer.

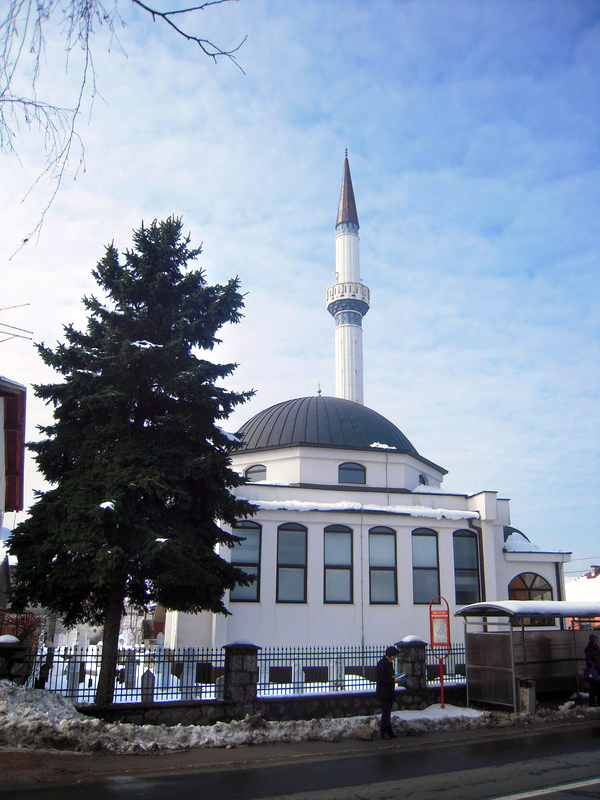
Förnyad Vrbanja moské
Även om nästan helt nya, "gamla" var den enda av alla moskéer förstördes i Banja Luka.
Minaret och delar av muren bevarades.